# Крила (фільм, 1956)
«Крила» (рос. «Крылья») — радянський чорно-білий художній фільм 1956 року, знятий на кіностудії «Мосфільм».

## Сюжет
Фільм-вистава за однойменною п'єсою О. Корнійчука в постановці Державного академічного Малого театру СРСР. У перші роки після війни лікаря Анну Андріївну Падолист заарештовують за звинуваченням у державній зраді. Її чоловік Ромодан — комуніст, учасник Великої Вітчизняної війни — не може добитися правди. Всі його спроби довести її невинність і повернути дружину в сім'ю закінчуються безуспішно. Незабаром Ромодана призначають секретарем партії одного з обласних центрів України. Під його керівництвом трудівники області домагаються перших успіхів. До нього приходить слава. Після викриття банди Берії Анну Андріївну, як помилково звинувачену, звільняють. Не знаючи, що всі ці роки чоловік домагався перегляду її справи, вона не може пробачити йому сумнівів. Але проходить час, непорозуміння розсіюються — і Ромодан домагається любові дружини і дочки.

## У ролях
- Михайло Царьов — Ромодан
- Микола Коміссаров — Дремлюга
- Олександра Сальникова — Надія Степанівна, дружина Дремлюги
- Микола Свєтловідов — Терещенко
- Олена Рубцова — Тетяна Свиридівна, дружина Терещенка
- Іван Верейський — Роєвой
- Ксенія Тарасова — Марія Миколаївна, дружина Роєвого
- Віктор Хохряков — Овчаренко
- Олена Гоголєва — Анна Андріївна Падолист
- Клавдія Блохіна — Ліда Падолист, дочка Анни Андріївни
- Ірина Ликсо — Ремез
- Віталій Доронін — Самосад
- Володимир Колосов — Іваненко
- Павло Оленєв — Філіпп
- Софія Фадєєва — Варвара Олександрівна
- Елла Далматова — Галя
- Олександра Яблочкина — Горицвіт
- Юрій Аверін — Калина
- Георгій Ковров — Вернигора
- Віктор Шарлахов — Соха
- Микола Сівов — Марченко
- Микола Шамін — Коровай
- Аркадій Смирнов — Дударик
- Генрієтта Єгорова — Вишнева
- Сергій Калабін — Скиба
- Борис Сазонов — Качан

## Знімальна група
- Режисери — Тетяна Лукашевич, Костянтин Зубов
- Сценарист — Тетяна Лукашевич
- Оператор — Семен Шейнін
- Композитор — Вано Мураделі
- Художник — Василь Щербак